# Janis Tomlinson
Janis A. Tomlinson (ur. 28 stycznia 1954) – amerykańska historyczka i kuratorka sztuki. Specjalizuje się w dziedzinie sztuki hiszpańskiej od XVIII do XIX wieku i twórczości Francisca Goi.

## Publikacje
- Graphic Evolutions: The Print Series of Francisco Goya and Francisco Goya: The Tapestry Cartoons and Early Career at the Court of Madrid (1989)
- Francisco Goya y Lucientes (1994)
- Goya in the Twilight of Enlightenment (1992)
- El Greco to Goya: Painting in Spain 1561-1828 (1997)
- Goya: Order and Disorder (2014)
- Goya: A Portrait of the Artist (2020)